# Gliese 832 b
Gliese 832 b (também conhecido como Gl 832 b ou GJ 832 b) é um planeta extrassolar localizado a cerca de 16 anos-luz de distância a partir do nosso Sol, na constelação de Grus, que orbita a estrela anã vermelha Gliese 832.

## Órbita
O planeta leva 3416 dias para completar uma órbita a uma distância de 3,4 UA; este é o mais longo período de um planeta semelhante a Júpiter que orbita uma anã vermelha. O brilho da estrela-mãe é fraco nessa distância corresponde ao brilho do Sol a partir 80 UA (ou 100 vezes mais brilhante do que uma Lua cheia como visto a partir da Terra).

## Descoberta
O planeta foi descoberto no Observatório Anglo-Australiano em 1 de setembro de 2008.